# Horatio Caine
Horatio Caine (ur. 7 kwietnia 1960 w Miami na Florydzie) – postać porucznika, szefa laboratorium kryminalistycznego z Miami-Dade z amerykańskiego telewizyjnego serialu kryminalnego CSI: Kryminalne zagadki Miami, grana przez Davida Caruso.

## O postaci
Jego żoną była starsza siostra Erica Delko, Marisol Delko. Dzień po ślubie Marisol została zamordowana. Ma nastoletniego syna Kyle’a Harmona z Julią Winston. W przeszłości był maltretowany przez ojca tyrana, który zabił jego matkę. Jest specjalistą od materiałów wybuchowych, byłym saperem i instruktorem saperów. Miał młodszego brata- Reya, który pracował w wydziale narkotykowym i sam został narkomanem.
W przeszłości pracował w Nowym Jorku, również pod przykrywką. Jedno z jego fałszywych imion brzmiało John Walden. Pracując w NY został poważnie ranny. Po tym incydencie przeniósł się do Miami. Jego krew była przechowywana 10 lat przez napastnika, a potem użyta w celu wrobienia Horatio w morderstwo jego dziewczyny.